# Fernando León
Fernando León (Las Palmas de Gran Canaria, 28 mei 1966) is een Spaans zeiler.
León werd samen met José Ballester in 1994 wereldkampioen in de Tornado, twee jaar later werden zij in Atlanta olympisch kampioen in de Tornado.

## Belangrijkste resultaten

### Wereldkampioenschappen
| Jaar | Plaats             | Resultaten        |
| ---- | ------------------ | ----------------- |
| 1990 | Medemblik          | 5de in de soling  |
| 1992 | Cádiz              | 8ste in de soling |
| 1994 | Båstad             | in de tornado     |
| 1995 | Kingston (Ontario) | in de tornado     |
| 1996 | Brisbane           | in de tornado     |
| 1997 | Bermuda            | in de tornado     |
| 1998 | Búzios             | in de tornado     |
| 1999 | Vallensbaek        | 6de in de tornado |
| 2000 | Sydney             | 9de in de tornado |
| 2001 | Palma de Mallorca  | in de IMS         |
| 2005 | Mahón              | in de IMS         |

### Olympische Zomerspelen
| Jaar | Plaats    | Resultaten  |
| ---- | --------- | ----------- |
| 1988 | Seoel     | 4de 470     |
| 1992 | Barcelona | 6de Soling  |
| 1996 | Atlanta   | tornado     |
| 2000 | Sydney    | 9de tornado |